# Ганц, Маурицио
Маурицио Ганц (итал. Maurizio Ganz; род. 13 октября 1968, Тольмеццо) — итальянский футболист и футбольный тренер. Главный тренер женского клуба «Милан». Выступал на позиции нападающего. Стал лучшим бомбардиром Кубка УЕФА в сезоне 1996/97. Отец футболиста Симоне Ганца.

## Клубная карьера
Профессиональную карьеру Ганц начал в 1985 году в «Сампдории», затем выступал в различных клубах Серии А и Серии Б. Пик карьеры Ганца пришёлся на конец 90-х годов, когда он выступал за грандов итальянского футбола «Интернационале» и «Милан». В «Интере» Ганц провёл два сезона и являлся одним из лидеров команды, в 1997 году он перешёл в сильнейший итальянский клуб тех лет «Милан», но успешно проведя в нём первый сезон, в последующем он не выдержал конкуренции в звездной передней линии «Милана», за который тогда выступали Оливер Бирхофф, Джордж Веа, Андрей Шевченко, Леонардо и Звонимир Бобан. После Милана Ганц сменил ещё ряд клубов, поиграв и за границей, но на свой прежний уровень он больше не вернулся. Закончил профессиональную карьеру Ганц в 2007 году.

## Международная карьера
В 1993 году Ганц дважды вызывался в национальную сборную Италии, но так и не провёл за неё ни одного матча. После окончания профессиональной карьеры выступал за сборную Падании на двух VIVA World Cup, и оба раза становился чемпионом.

## Тренерская карьера
25 июня 2019 года назначен главным тренером женской команды «Милана». Контракт подписан до 30 июня 2021 года.

## Достижения
- Чемпион Италии: 1998/99
- Лучший бомбардир Кубка УЕФА: 1996/97 (8 голов)
- Лучший бомбардир Серии B: 1991/92 (19 голов)